# Värnamo
Värnamo est une ville de Suède, chef-lieu de la commune de Värnamo dans le comté de Jönköping. 22 525 personnes y vivent. Värnamo se situe sur le fleuve Lagan.

## Histoire
En 1859, Värnamo obtient le statut de Friköping, qui lui confère des droits de libre-échange et l'absence des contraintes des corporations. En 1920, Värnamo obtient le statut de ville.

## Éducation
À Värnamo se trouve une université populaire (Värnamo Folkhögskola), active depuis 1876. Elle est régie par le comté de Jönköping et propose un enseignement primaire, secondaire et supérieur pour environ 200 étudiants. Parmi les formations proposées figurent celles d'animateur socioculturel, d'éducateur social et de textile. Il existe également une formation théâtrale pour les personnes souffrant d'un handicap mental. L’établissement propose un internat et une auberge,.
Le Campus Värnamo offre un enseignement supérieur et est régi par la commune. Il propose des programmes d'impression 3D et programmation mais aussi des formations d'infirmier et d'enseignant de l'école maternelle en coopération avec l'Université de Jönköping. Il gère également Teknikcenter (« Centre technique »), qui organise des activités techniques pour les enfants et adolescents et forme les enseignants à la technologie. Son objectif est d'accroître l'intérêt pour la technologie pour répondre aux besoins des entreprises locales.

## Attractions
Apladalen est un parc naturel avec des bâtiments typiques des XVIIIe et XIXe siècles, un jardin d'herbes et une aire de jeux,.

## Personnalités liées à la ville
| lice Bah Kuhnke croisant les bras devant elle en studio |
| Alice Bah Kuhnke en 2014                                |

| Annie Lööf s'exprimant devant un podium   |
| Annie Lööf lors de Almedalsveckan en 2018 |

| Bruno Mathsson adossé à un fauteuil                   |
| Bruno Mathsson dans l'un des fauteuils qu'il a conçus |

| Felix Rosenqvist dans sa tenue de course             |
| Felix Rosenqvist lors du Grand Prix de Macao en 2015 |

| Elize Ryd en habits noirs levant sa main gauche en faisant le signe des cornes |
| Elize Ryd lors du Wacken Open Air en 2018                                      |

- Anna Anvegård, footballeuse
- Alice Bah Kuhnke, membre du Parlement européen
- Viktor Claesson, footballeur
- Signe Hebbe, actrice et soprano
- Annie Lööf, ancien leader du Parti du Centre
- Bruno Mathsson, designer de meubles
- Jesper Nelin, biathlète et médaillé d'or olympique
- Mats Odell, homme politique
- Felix Rosenqvist, pilote de course
- Elize Ryd, chanteuse du groupe de power métal Amaranthe
- Theresa Traore Dahlberg, réalisatrice et scénariste